# South Dakota
South Dakota (/ˌsaʊθ dəˈkoʊtə/ ⓘ; tiếng địa phương: [ˌsɑʊθ dəˈko̞ɾə]) là một trong năm mươi tiểu bang của nước Mỹ, nằm ở trung bắc Mỹ, phía bắc giáp North Dakota, nam giáp Nebraska, tây giáp Wyoming, đông giáp Missouri. South Dakota còn có một tên gọi khác là "tiểu bang Đỉnh Rushmore". Thủ phủ của South Dakota là thành phố Pierre.

## Các thành phố lớn
Dân số đến năm 2000.
- Sioux Falls (123.975)
- Rapid City (59.607)